# DEFCON
DEFCON neboli DEFense readiness CONdition (stav obranné připravenosti) je stupnice udávající míru pohotovosti a připravenosti ozbrojených sil USA. Každá složka ozbrojených sil USA může být aktivována na jiné úrovni DEFCON což znamená, že není žádná centrální úroveň. Popisuje současný stav obrany země při komunikaci mezi Sborem náčelníků štábů (Joint Chiefs of Staff) a veliteli spojeneckých jednotek.
DEFCON odpovídá vážnosti ohrožení. Standardní úroveň při mírovém stavu je DEFCON 5, jehož hodnota se snižuje s ohledem na vážnost dané situace. DEFCON 1 představuje očekávání aktuálního bezprostředního útoku a není známo, že by byl kdy vyhlášen. Během Studené Války zde byl strach z DEFCONu 1, protože předznamenával totální nukleární válku.
Během stavu národního ohrožení může nastat 7 různých úrovní známých jako LERTCON, ten spočívá v pěti obranných situacích a dvou nouzových situacích, EMERGCON

## Úrovně DEFCON

### DEFCON 5
Jde o situaci normální připravenosti ozbrojených sil v dobách míru. Změny ve vojenské připravenosti jsou běžně konány Náčelníky Štábu a oznamovány americkým ministerstvem obrany.

### DEFCON 4
Odpovídá normálu, zvýšená funkce zpravodajských služeb a bezpečnostních složek státu.

### DEFCON 3
Zvýšená připravenost ozbrojených sil oproti normálu. Volací znaky používané americkými jednotkami jsou zaměněny za přísně tajné. Tento stav nastal po 11. září 2001.

### DEFCON 2
Druhá nejvyšší připravenost ozbrojených sil. Tento DEFCON byl vyhlášen během Kubánské raketové krize v 60. letech.

### DEFCON 1
Odpovídá maximální připravenosti na okamžitý útok, není známo zda byl tento DEFCON kdy vyhlášen, ale je rezervován pro případy bezprostředního nebo probíhajícího útoku na armádu USA nebo na jejich teritorium.

## Historie

### Studená válka
V této době bylo upozornění pro připravenost ozbrojených sil DEFCON 2. Při Karibské krizi 22. října 1962 Armáda Spojených států vyhlásila DEFCON 3. 23. října Strategic Air Command vyhlásilo DEFCON 2, přestože zbytek ozbrojených sil Spojených států amerických měl DEFCON 3.

### Teroristické útoky 11. září 2001
Po těchto útocích dosáhl DEFCON stupně 3.